# Église Notre-Dame-de-l'Assomption de Barre-des-Cévennes
L'église Notre-Dame-de-l'Assomption de Barre-des-Cévennes est une église catholique romaine située à Barre-des-Cévennes, en France.

## Localisation
L'église est située sur la commune de Barre-des-Cévennes, dans le département français de la Lozère.

## Historique
L'édifice est classé au titre des monuments historiques en 1931.